# Ladislav Menzel
Ladislav Menzel (13. června 1929 Praha – 11. července 1978 Praha) byl český filosof, žák Jana Patočky. Zabýval se především filosofickým dílem Immanuela Kanta. K jeho žákům patřil např. Jan Palach. Byl aktivista Klubu angažovaných nestraníků (KAN).

## Život
Vyučil se strojním zámečníkem a nástrojařem. Maturitu na gymnáziu získal po externím studiu v roce 1951. Dálkově absolvoval rovněž studium filozofie na FF UK (1963). Při studiu pracoval jako konstruktér, projektant, od roku 1963 byl odborným asistentem katedry dějin filozofie a logiky na FF MU, kde zároveň do roku 1969 učil. Zde se spřátelil s prof. PhDr. Pavlem Maternou, CSc. Od roku 1965 pracoval v Geologickém ústavu ČSAV v Praze. Dále učil na FF UK do roku 1969. Roku 1968 za pražského jara spoluzakládal Klub angažovaných nestraníků (KAN) spolu s Ing. Rudolfem Battěkem. V roce 1969 nastoupil do Ústavu teorie státu a práva ČSAV, odkud však musel za tzv. normalizace odejít. Poté pracoval v pražském Metrostavu do roku 1973.
K přednáškové činnosti byl zván i do zahraničí, např. v roce 1966 vystoupil se svými přednáškami na univerzitách v Západním Berlíně, Bonnu a Darmstadtu. Poslední veřejné vystoupení měl na pohřbu Jana Patočky v březnu 1977, kde přednesl nekrolog. Patočkův pohřeb se stal významnou událostí protikomunistického odporu, proto byl záměrně manipulován a rušen, aby přišlo co nejméně lidí a nebylo slyšet proslov. Nejdříve bylo měněno datum a hodina pohřbu a přímo při pohřbu létala nad hřbitovem policejní helikoptéra a na Markétě túrovali příslušníci Rudé hvězdy plochodrážní motocykly.
Byl ženatý a měl tři dcery. Jeho žena Zdenka pracovala jako redaktorka časopisu Potravinář, dokud nebyla vyzvána k vstupu do KSČ. Jelikož odmítla, musela z místa odejít.

## Myšlení
Ladislav Menzel se zabýval zejména věcnou i historickou problematikou spjatou s filozofií Immanuela Kanta. V doslovu ke svému překladu Kantových Základů metafyziky mravů psal také o terminologických potížích, s nimiž se setkávají překladatelé Kantových textů. V té souvislosti připomněl i překlady a dílčí studie Antonína Papírníka, který u nás první přeložil Základy k metafyzice mravů (1910) a Kritiku praktického rozumu (1944).